# Клуб червонных валетов

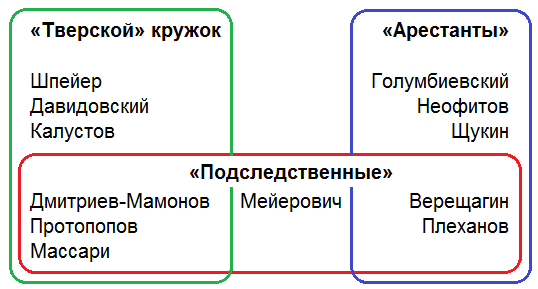
Три основные группы («шайки») в составе сообщества, их основные участники и их пересечения (версия обвинения).

«Клуб черво́нных вале́тов» — преступное сообщество, действовавшее в Российской империи в 1871—1875 годах с целью «похищения чужого имущества посредством выманивания, подложного составления документов, введения в обман». Участники сообщества базировались в Москве и гастролировали в Санкт-Петербурге, Туле, Тамбове и Нижнем Новгороде. «Клуб» не имел строгой внутренней организации — его участники свободно сходились на дело и расходились, а в отдельных эпизодах одни участники обворовывали других. В разные этапы эволюции сообщества в нём существовало, как минимум, три устойчивые группы («шайки», «кружка»). Название сообщества заимствовано из «Похождений Рокамболя» Пьера Понсон дю Террая.
Первые признаки сообщества были выявлены в 1871 году, суд над его членами состоялся в 1877 году. Всего перед судом предстали 45 человек, из них 27 дворян. В судебном процессе было объединено 31 уголовное дело (56 отдельных преступных эпизодов), от убийства до уличного хулиганства. Процесс не имел прецедента во всей предшествующей российской практике. Впервые была ликвидирована «шайка», состоявшая преимущественно из представителей высших сословий, ставших, по утверждению, прокурора, профессиональными преступниками. От мошенников пострадали 59 лиц, из них 49 «обобраны частью в своём избытке, и частью в своём последнем достоянии».
Процесс, в котором участвовали известнейшие адвокаты, стал «поистине апофеозом второго десятилетия жизни реформированного суда». Присяжные согласились с тем, что «в 1871 и 1872 в Москве было составлено преступное сообщество», осудили 26 и оправдали 19 из 45 обвиняемых. Осуждённые, уже отсидевшие годы в предварительном заключении, были приговорены к тюремным срокам от трёх до тридцати месяцев, ссылке или поселению в Сибирь «в места не столь отдалённые». На каторгу не отправили никого.

## Деятельность сообщества

### Завязка
В августе 1871 года молодой московский купец Еремеев ушёл в запой и оказался в обществе мошенников Давидовского, Шпейера и других участников дела. Споив Еремеева, преступники выманили у жертвы подписи на долговых расписках и удостоверили их у входившего в шайку нотариуса. После того, как преступники отпустили использованного ими Еремеева, тот заболел белой горячкой и вскоре умер. Его стопятидесятитысячное состояние исчезло. Расследование дела Еремеева стало началом целой цепи уголовных дел, объединённых его главными лицами — Давидовским и Шпейером — и их общими знакомыми, которые впоследствии сели на скамью подсудимых.

По национальности здесь и русские, и немцы, и поляки, и евреи, и армяне. По происхождению и роду деятельности: потомок Рюрика, коловратностью людской судьбы превратившийся в ефремовского мещанина Долгорукова, помещается вместе с иркутской мещанкой Башкировой, после крушения у берегов Японии явившейся в Москву для того, чтобы сесть на скамью подсудимых, учитель танцев и нотариус при окружном суде…

— Ф. П. Плевако. Из речи в защиту Либермана и Мазурина, 1877.
Оказалось, что сообщество прошло в своей эволюции три этапа, и на каждом этапе действовал свой «кружок» («шайка») с постоянным составом основных участников. Вначале была активна группа мошенников Шпейера, Давидовского, Протопопова, Массари, Дмитриева-Мамонова и Калустова, сложившаяся летом 1871 года — собственно «валеты». Они поддерживали роскошный образ жизни, представлялись аристократами (а Дмитриев-Мамонов и был таковым), содержали постоянный притон в доме Любимова на Тверской улице. В действиях группы было два особо активных периода — вторая половина 1871 года и лето 1873 года. Название «червонные валеты», со слов свидетеля обвинения Генкина, закрепилось благодаря хвастовству участника группы Симонова. По мнению прокурора Н. В. Муравьёва, эта группа являлась главной во всём сообществе.
Вторая группа объединила арестантов, развернувших в Бутырской тюрьме производство и сбыт фальшивых банковских билетов. Третья и последняя устойчивая группа сложилась в апреле 1874 года, когда участники первой группы оказались под следствием, а участники второй освободились из-под стражи. Светские жулики, тюремные химики и «выросшие как из-под земли евреи» объединились для новых — систематических, но мелких — мошенничеств и подлогов.
Кроме того, процесс рассмотрел и дела лиц, лишь косвенно связанных с «червонными валетами». Наиболее известной из них стала Екатерина Башкирова, убийца коллежского советника Славышенского. Башкирова не участвовала в «клубе», но её, казалось бы, простое дело существенно ускорило раскрытие преступлений группы Шпейера-Давидовского.

### Дело Башкировой
Екатерина Башкирова родилась в Иркутске и выросла в Ситке. Продажа Аляски вынудила семейство вернуться в Россию. Пятнадцатилетняя Екатерина поселилась у бабушки в Николаевске. Вскоре вздорная старуха уехала в Японию, бросив Екатерину. В 18 лет Башкирова, служившая в Николаевске буфетчицей, выиграла в лотерею дом и с помощью своего сожителя-моряка открыла собственное дело. Бизнес оказался выгодным, Башкирова сколотила состояние в 12 тысяч рублей. Позже она закрыла дело и перебралась в Москву, но жизнь в столице не сложилась. Башкирова потеряла всё нажитое и стала содержанкой некоего Славышенского, который и познакомил её с «валетами» Давидовским и Шпейером.
По утверждению прокурора Муравьёва, Славышенский (в прошлом специалист уголовного розыска) был постоянным адвокатом «валетов» и имел неосторожность угрожать Шпейеру, Давидовскому и компании. Зная то, как Славышенский третирует Башкирову, Давидовский якобы использовал последнюю как слепое орудие убийства. Давидовский, по словам прокурора, убедил Башкирову в том, что Славышенский возбудил против неё уголовное преследование. Затем он якобы вручил Башкировой револьвер и без обиняков рекомендовал ей убить сожителя.
В декабре 1871 года Башкирова выстрелом в голову ранила Славышенского, а затем пыталась задушить его подушками — её остановили соседи по номерам. Через три дня Славышенский умер, простив перед смертью Башкирову. Причины и обстоятельства преступления остались спорными. На суде обвинение квалифицировало его как умышленное убийство с соучастием Давидовского и горничной Никифоровой. Присяжные переквалифицировали дело Башкировой на менее тяжкую статью, а Давидовского и Никифорову по данному эпизоду оправдали.

### Дело арестантов
В ноябре 1872 года некто Иванисов, недавно освобождённый из заключения, сдал в полицию банковский билет на десять тысяч рублей, переделанный из билета меньшей стоимости. Иванисов заявил, что может вывести полицию на след мошенников, которые якобы базировались в Бутырской тюрьме. Ему были известны только «сбытчики» (дилеры) фальшивок — сидевший в Бутырках Неофитов (в прошлом сокамерник Иванисова) и сидевший в Басманной части Верещагин. Иванисов и подставной «адвокат» Лазарев отправились в Бутырки и убедили Неофитова в том, что у них есть надёжный канал сбыта фальшивок. На свиданиях 4 и 12 февраля 1873 года Неофитов передал Иванисову фальшивые билеты на 7 300 и 60 000 рублей, однако место изготовления и «автор» фальшивки оставались неизвестными.
В августе 1873 внутри группы мошенников произошёл конфликт между вышеупомянутым Верещагиным и ранее судимым Матусевичем. Матусевич, опасаясь того, что Верещагин сдаст его в полицию, сам пришёл с повинной и поведал следователям то, что они и так знали — что преступники законно приобретали в банках билеты малых номиналов, вытравливали цифры и вписывали поверх них новые, бо́льшие суммы. Матусевич, как ранее Иванисов, предложил полиции свои услуги по связи с шайкой арестантов. Обыск, проведённый после одной из его ходок, показал, что Матусевич был двойным агентом: «помогая» полиции, он по-прежнему служил курьером мошенников и носил на теле стопки фальшивых билетов (впрочем, дурно исполненных).
Дальнейшее расследование связей арестантов Бутырок сузило круг подозреваемых до восьми человек (включая Верещагина и Неофитова). Все они в итоге были обвинены в изготовлении или сбыте поддельных билетов. Обыски доказали существование в Бутырках мастерской по изготовлению фальшивок, а изучение открытой и тайной переписки вскрыло каналы их сбыта и подтвердило связь между арестантами и «валетами» Шпейером и Огонь-Догановским. Содержатель подставной конторы Догановский, по мнению следователей, и был «комиссионером» по сбыту фальшивок.

При обыске у арестанта Андрея Михайловича Сидорова в камере его и столе с его вещами были найдены:
1. коробка с сандараком и тряпочкой;
2. маленький пузырёк с бесцветной жидкостью и белым осадком;
3. пустой пузырёк с сильным запахом хлора;
4. два пузырька с неизвестными жидкостями;
5. горшок с разведённым рыбьим клеем;
6. кусок такого же клея;
7. записки и счета, в которых упоминается о хлористой извести, рыбьем клее, едком кали, английском мыле и стальных опилках…

— Из обвинительного акта 1877 года.

### Дело о пустых сундуках
В апреле 1874 арестанты Верещагин и Плеханов освободились из Бутырок и «вступили в близкие приятельские отношения» с группой Шпейера, некоторые члены которой уже находились под следствием. Содержатель гостиницы Смирнов фактически захватил в свои руки аристократа Дмитриева-Мамонова, ставшего «живцом» в мелких эпизодах мошенничества. Отстранённые от «мамоновской» выручки валеты поначалу прозябали без «дела» и начали заниматься подделкой векселей несовершеннолетнего, некоего Каулина, на небольшие суммы (не более сотни рублей).
В августе 1874 группа провернула аферу с пустыми сундуками. Мошенники сдавали перевозчикам пустые сундуки, задекларированные как дорогие грузы «пушного товара» и «готового белья», якобы отправляемые покупателям наложенным платежом и за счёт покупателей. Подтоварные расписки грузоперевозчика, фактически — права требования платежа, были ценными бумагами, которые можно было закладывать под кредит живыми деньгами. По отдельным эпизодам дела мошенники заработали от 280 до 600 рублей. Афера вскрылась практически сразу, когда перевозчики вскрыли посылки «за неявкой получателя». Год спустя такую же аферу прокрутил некто Цетлин.
С осени 1875 года следствие арестовывало одного «валета» за другим. Последним по времени эпизодом дела стала оргия, в которой было инсценировано погребение пьяного участника группы. По этому эпизоду следствие предъявило обвинение в кощунстве (в то время — тяжкое преступление).

## Судебный процесс

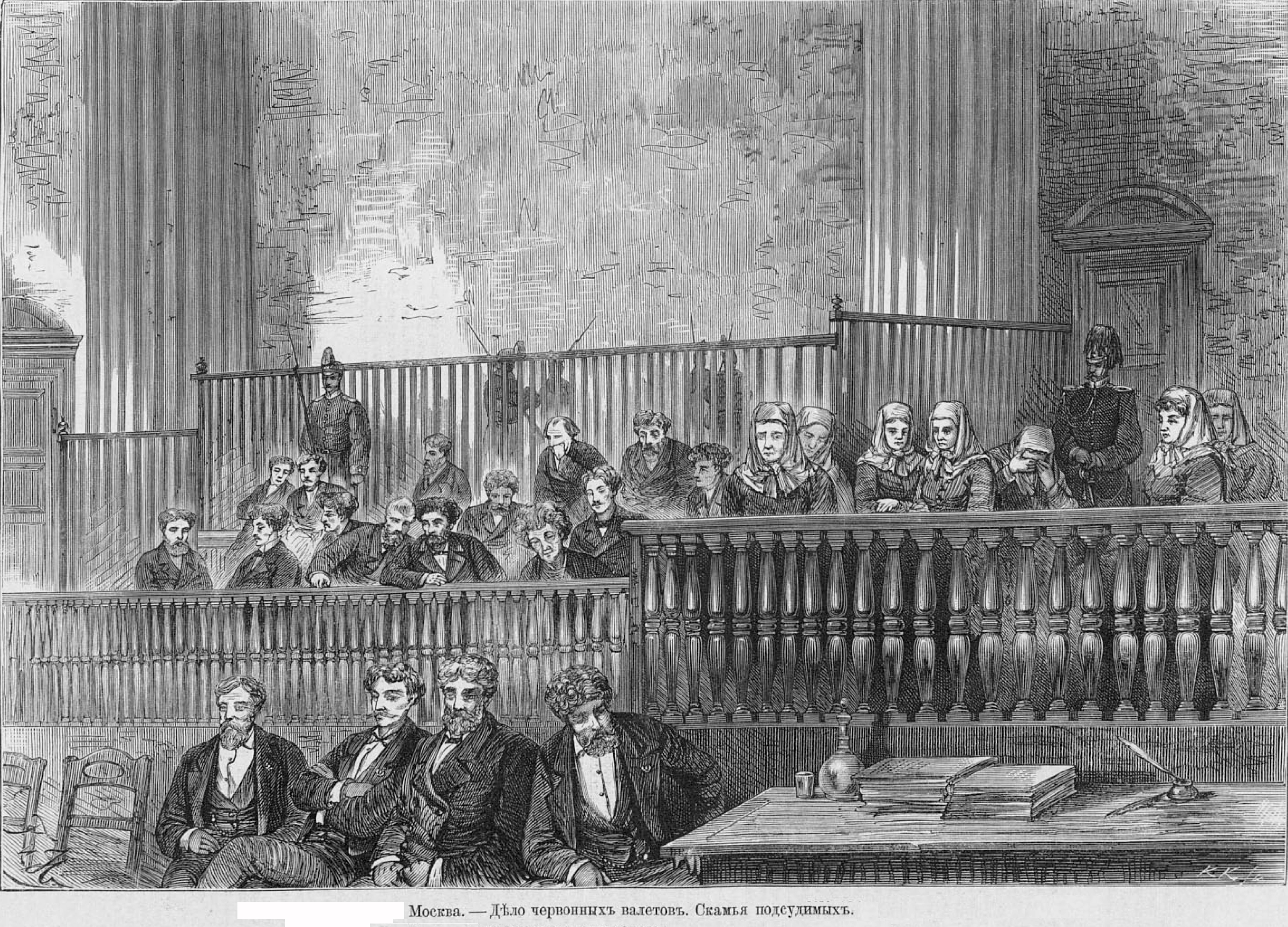
Скамья подсудимых

Суд над «клубом червонных валетов» проходил в Москве с 8 февраля по 5 марта 1877 года под председательством А. Я. Орловского. Обвинение представлял Н. В. Муравьёв. Следствие выдвинуло обвинения против 48 человек, из них двое — Шпейер и Симонов — скрылись от суда, а Султан-Шах был снят с процесса из-за подозрения на душевную болезнь. Из-за большого числа обвиняемых и исключительного общественного резонанса процесс собрал цвет российской адвокатуры: C. В. Евреинова (Одесса), Л. А. Куперника (Киев), А. В. Лохвицкого, Ф. П. Плевако, В. М. Пржевальского, А. А. Саблина (Москва), Н. Гейнце и других. Хотя каждый защитник представлял конкретного обвиняемого, а не группу, защита в целом придерживалась линии на опровержение фактов существования устойчивого сообщества и выведении своих подзащитных из круга «шайки». Плевако заявил:

Совокупность преступлений и соучастие в них определяется связью лиц и фактов, но ни того, ни другого между большинством разбираемых ныне дел не существует. Не говоря уже о том, что из числа подсудимых более трети обвиняются только в совершении какого-либо одного преступления, что общего может быть между Эрнестом Либерманом [подзащитный Плевако] и рязанским купцом Фирсовым? Между Башкировой и Эрганьянцем? Или между Мазуриным и Верещагиным?
— Ф. П. Плевако. Из речи в защиту Либермана.
В эпизоде с обманом Логинова (1874) свидетели защиты убедительно поддержали эту линию, и прокурор снял по этому эпизоду обвинение о совершении преступления организованной группой. Фактически были сняты и обвинения с жены Шпейера. Адвокаты разузнали, что следователи материально помогали «попавшей в крайности» подсудимой Никифоровой, и использовали этот факт для возбуждения недоверия к следствию вообще. Плевако прямо обвинил прокуроров в том, что они использовали громкое дело Башкировой, якобы никак не связанное с делами о мошенничестве, для того, чтобы неправомерно дискредитировать обвиняемых, «кровавым отблеском этого дела озарить всю скамью подсудимых.» По словам Плевако, объединение десятков дел в один процесс необоснованно затянуло следствие и сделало невозможным полноценный сбор доказательств по делам пятилетней давности.
По завершении судебных прений присяжные вынесли вердикт по 239 вопросам. Ответив утвердительно на вопрос о факте создания преступного сообщества и осудив его основателей, присяжные оправдали 19 из 45 обвиняемых. Среди оправданных была и Соня «Золотая Ручка» (Блювштейн), проходившая в деле под фамилией Соколова. 5 марта 1877 года судья огласил приговор, по которому максимальный тюремный срок составлял два года и шесть месяцев; большинство обвиняемых было приговорено к ссылке в Сибирь «в места не столь отдалённые» без отбытия заключения. Мягкий на первый взгляд приговор учитывал то, что часть подсудимых уже отсидела годы в предварительном заключении (Башкирова — пять лет).

## Вымышленные истории
В. А. Гиляровский, ссылаясь на фельетониста Пастухова, пересказал историю, якобы поведанную Пастухову самим В. А. Долгоруковым, московским генерал-губернатором. По Гиляровскому, «валет» Шпейер умудрился продать «приехавшему в Москву английскому лорду» официальную резиденцию генерал-губернатора, «заработав» сто тысяч рублей. Именно эта история якобы положила начало преследованию «валетов». Никаких подтверждений этому «шедевру дикой фантазии» нет. Вероятно, анекдот о губернаторском доме сложился как запоздалая реакция на поражение, нанесённое Англией России в Крымской войне.
Также ходили слухи о том, что после оглашения приговора председатель суда получил послание от скрывшегося от правосудия Шпейера со словами «Благодарю за сегодняшний спектакль. Я очень доволен. Шпейер». В изложении Гиляровского «почтенный, профессорского вида старик» вручил конверт городовому и немедленно уехал в экипаже. В других версиях Шпейер (без грима) и судья встретились лицом к лицу в коридоре суда.